# Nicola Ruffoni
Nicola Ruffoni (Brescia, 14 de diciembre de 1990) es un ciclista italiano.
El 4 de mayo de 2017 se informó que había dado positivo por hormona de crecimiento en un control realizado fuera de competición. El ciclista, que estaba seleccionado para disputar el Giro de Italia, fue expulsado y no pudo participar en la carrera. Finalmente fue sancionado con cuatro años sin poder competir.

## Palmarés
2012 (como amateur)
- Milán-Busseto

2013 (como amateur)
- La Popolarissima
- 2 etapas del Giro del Friuli Venezia Giulia
- Campeón en ruta de los Juegos Mediterráneos

2014
- 1 etapa del Tour de Poitou-Charentes

2016
- 2 etapas de la Vuelta a Austria
- Gran Premio Bruno Beghelli

2017
- 2 etapas del Tour de Croacia

## Resultados en Grandes Vueltas
| Carrera | Carrera         | 2014  | 2015 | 2016 | 2017 |
| ------- | --------------- | ----- | ---- | ---- | ---- |
|         | Giro de Italia  | F. c. | Ab.  | Ab.  | —    |
|         | Tour de Francia | —     | —    | —    | —    |
|         | Vuelta a España | —     | —    | —    | —    |

—: no participa

Ab.: abandono

F. c.: descalificado por "fuera de control"